# Gubacslakó kéreghangya

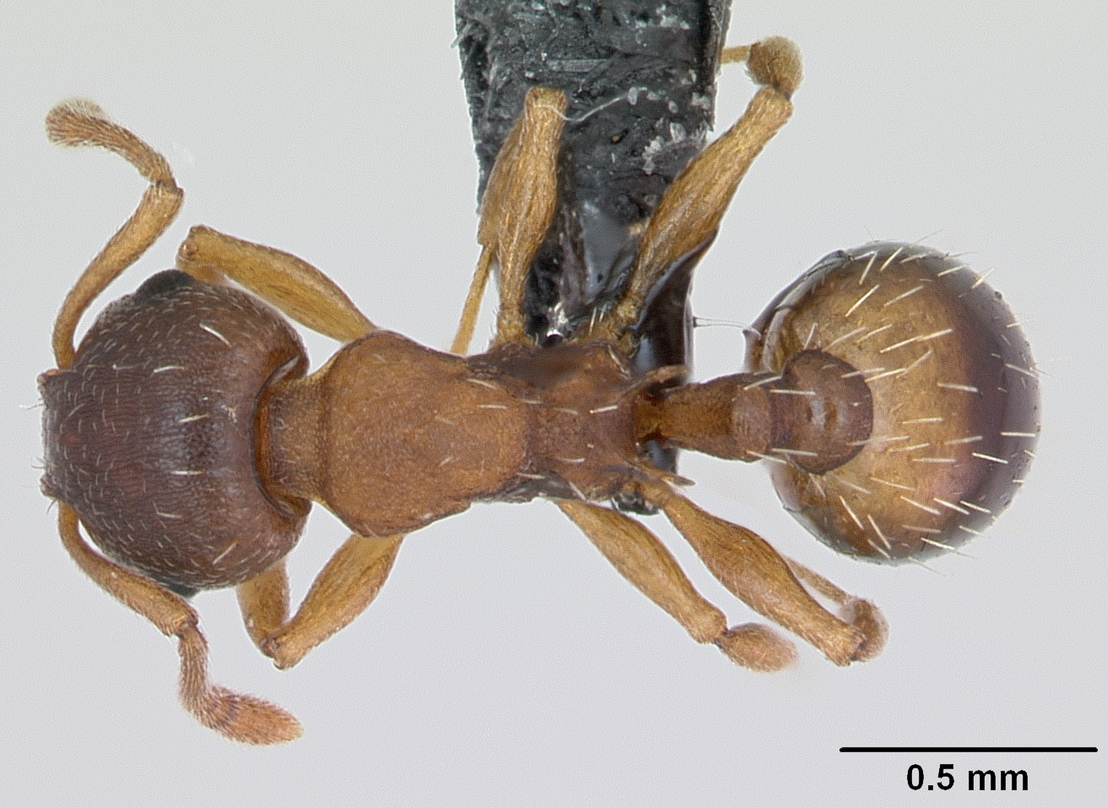
Dolgozója fölülnézetben

A gubacslakó kéreghangya (Temnothorax crassispinus) a bütyköshangyaformák (Myrmicinae) alcsaládba sorolt szívhangyarokonúak (Crematogastrini) nemzetségben a kéreghangya (Temnothorax) egyik, Magyarországon is honos faja.

## Származása, elterjedése
Eurázsiában terjedt el Közép-Európától bizonyítottan az Azovi-tenger mellékéig, de lehet, hogy akár az Amur völgyéig is.

## Megjelenése, felépítése
Apró.

## Életmódja, élőhelye
Szinte mindig egykirálynős bolyait kevesen lakják; többnyire csak néhány tucat egyed. Épp ezért a boly rendkívül kis helyen elfér: a faj neve is arra utal, hogy rendszerint gubacsban rendezik be (Tartally).
Túlnyomórészt ragadozó. Félfedelesszárnyúakat (Hemiptera) nem látogat, legfeljebb a róluk lecsepegett mézharmatot nyalogatja fel (Lőrinczi).
Nemének több más tagjához hasonlóan szezonálisan többfészkű: nyárra az egyes kolóniák néhány tucat dolgozóból álló kisebb egységekre bomlanak fel. Az egységek külön-külön fészkelőhelyet foglalnak el, ezek egyikében a királynővel. Július közepe és szeptember közepe között, naplemente tájékán repül úgy, hogy az új bolyok alapítása pleometrikus (Lőrinczi) — tehát azt több királynő együttműködve alapítja, de az első dolgozók megjelenése után riválisokká válnak, és a küzdelem végén csak egyikük marad életben.